# 제15회 제주국제장애인인권영화제
제15회 제주국제장애인인권영화제는 2014년 10월 24일에 열린 시상식이다.

## 수상 및 후보

### 상영작
- 터치 오브 라이트 - 장영치
- 프린세사 - 아르토 할로넨
- 안네, 날다 - 캐서린 반 캄펜
- 그래, 내가 사랑한다 - 이창환
- 서른 넷, 길 위에서 - 김병철
- 반짝이는 박수 소리 - 이길보라
- 네바퀴와 함께하는 외출 - 신동호
- 두 번째 계절 - 영
- 못 다한 이야기 - 김보미